# The Culture
The Culture — вымышленное утопическое общество галактического масштаба, фигурирует в произведениях шотландского фантаста Иена М. Бэнкса. Все произведения Бэнкса, в которых фигурирует Культура, объединены в цикл Культура. Бэнкс задумал Культуру в 1960-х как общество, в котором он хотел бы жить. В многочисленных книгах Культурного цикла описание такого общества обросло подробностями. 
Культуру образуют несколько гуманоидных рас и умные машины разного рода, начиная от дронов с умственными способностями, сравнимыми с человеческими, и заканчивая гипер-умными "Разумами". Экономика культуры поддерживается автоматически машинами, работу высшего уровня выполняют Умы, что позволяет человекоподобным культурянам и дронам наслаждаться своими увлечениями и хобби, крутить романы и получать удовольствие от жизни, не будучи связанными никакими обязательствами. Среди персонажей романов много таких, которые выбрали работу в элитных дипломатических и шпионских органах Культуры, вступая в отношения с другими цивилизациями, идеология, мораль и технология которых очень разные.
Технологическое развитие культуры превышает уровень большинства других цивилизаций Галактики. Большинство культурян живут не на планетах, а в искусственных хабитатах: гигантских орбиталях и кораблях, крупнейшие из которых дают приют миллиардам. Культуряны усовершенствованы генетически и могут жить веками, контролировать силой мысли физиологические процессы в своих телах, в частности вводить в свою систему лекарства и стимулянты, менять пол, усилием воли отключать боль. Технология Культуры может предоставить отдельным лицам различные тела, однако внешний вид культурян очень близок к человеческому.
Центральной темой произведений о Культуре являются этические проблемы, стоящие перед Культурой в ее отношениях с другими обществами — некоторые из них: грубые отношения среди своих собственных граждан,  угрозы соседям или даже самой Культуре. Противостояние с ними входит в противоречие с философскими принципами культуры, с ее стремлением к миру и индивидуальных свобод. Важные решения Культура принимает через консенсус Умов, а при необходимости и биологических культурян, а в случае объявления войны другой цивилизации вопрос решался всенародным голосованием триллионов культурян.
Те, кто отрицал милитаризацию, откололись от мета-цивилизации и создали свои собственные цивилизации - характерной особенностью культуры является ее неопределенность. В отличие от других межзвездных обществ и империй, разделяющих с Культурой ее вымышленную вселенную, Культуру определить непросто, как географически так и социологически, она расплывается на краях.

## Экономика
Культура является симбиотическим эгалитарным обществом искусственных интеллектов (Умов и дронов), гуманоидов и других биологических существ. Всю необходимую работу (насколько это возможно) выполняют неодаренные умом машины, что освобождает разумные существа от необходимости работать - они могут делать, что им заблагорассудится. Административные функции, требующие ума, выполняют или искусственные интеллекты, затрачивая только незначительную часть умственной активности, или люди, для которых эта работа является свободным выбором.
Культура является обществом, настолько технологически развитым, что никто в нем не испытывает недостатка материальных благ или услуг. В результате Культура не нуждается в таких экономических институтах как деньги (это становится очевидным в отношениях с цивилизациями, где деньги еще важные). Культура отвергает любую форму экономики, в основе которой лежат факторы принуждения и поощрения, отличные от добровольной деятельности. «Деньги - признак бедности», - утверждает популярная пословица.

## Критика
Некоторые методы «Особых Обстоятельств» считались бы грязными даже в контексте современного общества. Примером может быть использование наемников для работы, которую сами культуряне не желают выполнять, чтобы не испачкать руки, а также угрозы прямой интервенции (Культура ставила ультиматумы другим цивилизациям). Некоторые комментаторы отмечали, что агенты Особых Обстоятельств, которые выполняли задания цивилизирования других культур (также делая их культурными), сами же часто об этом сожалели. Параллель здесь проводится с реальными специальными подразделениями, тренированными действовать в определенных культурных реалиях.